# Католичка црква у Азербејџану
Католичка црква у Азербејџану је хришћанска верска заједница у Азербејџану у пуном заједништву с папом, тренутно Фрањом. (стање: 17. октобар 2016. године)

## Историја
Хришћанство у Азербејџану датира готово од апостолских времена раног хришћанства. Почеци католицизма у Албанији сежу још од пре великог раскола. 
Римокатоличка црква у Азербајџану делује од половине средњег века.

## Број верника
Процене које наводи ЦИА за 2010. годину говоре о мање од 3% хришћана у Азербејџану, а римокатолика је још мање, од 1%. Азербејџанска апостолска префектура наводи за 2014. годину 540 католика.

## Црквена управна организација
Азербејџанска апостолска префектура је подређена Светој Столици. До 2000. године ово подручје је покривала Кавкаска апостолска администрација која је те године уздигнута на мисију у Бакуу "sui iuris". 2011. године је та мисија уздигнута на степен на који се налази данашња азербајџанска апостолска префектура.